# Landry Mulemo
Landry Mulemo (Kinshasa, 1986. szeptember 17. –) Kongói Demokratikus Köztársaság-beli válogatott labdarúgó.

## Mérkőzései a kongói válogatottban
| #   | Dátum               | Ellenfél           | Eredmény | Kiírás                            | Esemény |
| --- | ------------------- | ------------------ | -------- | --------------------------------- | ------- |
| 1.  | 2011. február 9.    | Gabon              | 2 – 0    | barátságos mérkőzés               |         |
| 2.  | 2011. március 27.   | Mauritius          | 3 – 0    | Afrikai nemzetek kupája selejtező | 46'     |
| 3.  | 2011. június 5.     | Mauritius          | 2 – 1    | Afrikai nemzetek kupája selejtező |         |
| 4.  | 2011. augusztus 10. | Gambia             | 0 – 3    | barátságos mérkőzés               |         |
| 5.  | 2011. november 11.  | Szváziföld         | 3 – 1    | Vb-selejtező                      |         |
| 6.  | 2012. március 2.    | Egyiptom           | 0 – 0    | barátságos mérkőzés               | 66'     |
| 7.  | 2012. június 2.     | Kamerun            | 0 – 1    | Vb-selejtező                      |         |
| 8.  | 2012. június 10.    | Togo               | 2 – 0    | Vb-selejtező                      | 46'     |
| 9.  | 2012. június 15.    | Seychelle-szigetek | 3 – 0    | Afrikai nemzetek kupája selejtező |         |
| 10. | 2012. november 14.  | Burkina Faso       | 0 – 1    | barátságos mérkőzés               | 46'     |
| 11. | 2013. június 7.     | Líbia              | 0 – 0    | Vb-selejtező                      | 58'     |

## Sikerei, díjai
Standard de Liège:
- Belga labdarúgó-bajnokság aranyérmes: 2007-08
- Belga labdarúgó-bajnokság ezüstérmes: 2008-09

KV Kortrijk:
- Belga labdarúgókupa döntős: 2011-12

Belgium U21:
- U21-es labdarúgó-Európa-bajnokság elődöntős: 2007